# سید علی‌نقی نقوی
سید علی‌نقی نقوی، (۱۹۰۵–۱۹۸۸ میلادی، برابر با ۱۳۲۳–۱۴۰۸ قمری) از مراجع شیعه هند بود.

## زندگی‌نامه
وی در لکهنو هند به دنیا آمد. اولین سفر او به عراق با خانواده در سال ۱۳۲۷ قمری بود. او «بسم الله» را در سن هفت سالگی در نجف عراق آموخت و آموزش‌های اولیه مذهبی خود را نزد سید محمدعلی‌شاه عبدالزمانی فراگرفت. پس از دریافت اجتهاد پدرش، سید ابوالحسن، درحالی‌که سید علی ۹ ساله بود با خانواده راهی لکهنو شدند. وی اجازه اجتهاد را در سن ۲۷ سالگی توسط محمدحسین نایینی دریافت کرد. 
سفر دوم او به نجف برای آموزش دینی در سال ۱۹۲۷ میلادی (۱۳۴۵ هجری. ق) انجام شد.

## تدریس
سید علی نقی نقوی به تدریس زبان عربی و فارسی در دانشگاه لکهنو هند پرداخت. بعدها او در دانشگاه اسلامی علیگر به گروه الهیات شیعه که در آنجا وجود داشت پیوست، چندی رئیس آن دانشگاه و نیز رئیس دانشکده الهیات و معارف اسلامی آن بود.

## تالیفات
وی قبل از سفر دومش به عراق چهار کتاب خود از جمله: «روح الادب»، «بیت المعمور فی عمارات القبور»، «فریاد مسلمانان عالم»، را منتشر کرده بود. وی اولین کتابش به زبان عربی را در نجف هنگام تحصیل به‌نام «کشف النقاب عن عقائد عبدالوهاب نجدی» نوشت و به چاپ رساند و کتاب دومش به زبان عربی، در دفاع از سوگواری مذهبی نگاشت.
از دیگر کتب عربی وی «نقد الفرید» است. در کتاب «شهید انسانیت» وی مدعی وجود آب در خیمهٔ حسین در کربلا شده و نیز کشته شدن علی اصغر در کربلا توسط حرمله را مورد شک قرار داده‌است.
وی بخاطر داشتن تألیفات به زبان اردو از جمله دو اثر: شهید انسانیت و تاریخ اسلام مشهور است. وی همچنین صدها کتاب، نوشته، مقاله و رساله علمی دارد که بعضی آثار او به زبانهای مختلف در هند منتشر شده‌اند.
از آثار او:
- اسلام و تجارت
- صلح و جنگ
- مذهب و عقل
- اسلام بهترین روش زندگی
- تفسیر فصل الحطاب
- معراج انسانیت
- تاریخ اسلام
- شهید انسانیت

## درگذشت
نقوی به سال ۱۴۰۸ هجری قمری درگذشت.